# Vesto Slipher

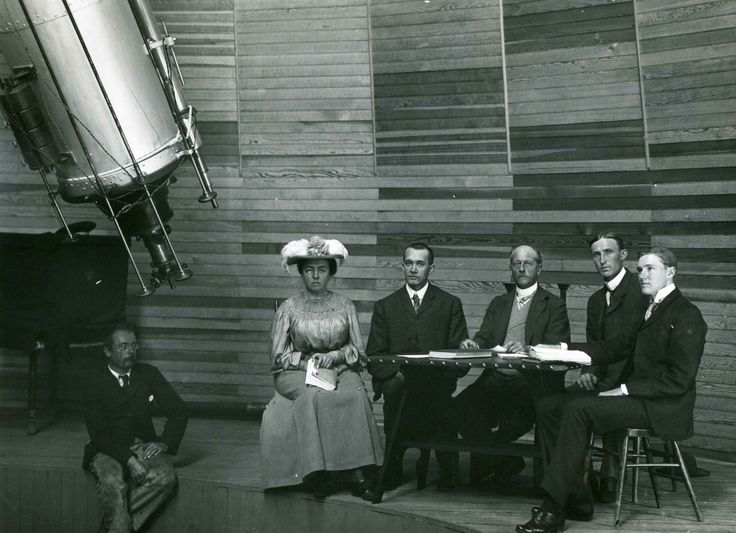
Gruppe am Clark Teleskop, von links nach rechts Harry Hussey, Wrexie Leonard, V.M. Slipher, Percival Lowell, Carl Lampland, John C. Duncan

Vesto Melvin Slipher (* 11. November 1875 bei Mulberry, Indiana; † 8. November 1969 in Flagstaff, Arizona) war ein US-amerikanischer Astronom. Er gilt als ein Wegbereiter der modernen Planetologie, Kosmologie und Astrospektroskopie und als Entdecker der Galaxienflucht.

## Leben und Wirken
Slipher studierte an der Indiana University Mechanik und Astronomie; 1901 wurde er zum Bachelor graduiert, 1903 zum Master und 1909 zum Doktor. Den Großteil seines Berufslebens verbrachte er am Lowell-Observatorium in Flagstaff (Arizona), dessen Direktor er nach dem Tod des Gründers Percival Lowell von 1916 bis 1952 war.
Er untersuchte spektroskopisch die Rotationsperioden von Planeten und die Zusammensetzung von Planetenatmosphären. Um 1910 beobachtete er in der Atmosphäre des Mars spektroskopisch Spuren von Sauerstoff und Wasserdampf (die man heute mit 0,13 und 0,02 % annimmt). Was andere Wissenschaftler bezweifelten, regte indes die Diskussion von Marskanälen und niederem außerirdischen Leben neu an. 1929 entdeckte Slipher die Natriumschicht in der oberen Erdatmosphäre und 1933 fand er Methan in der Atmosphäre des äußersten Planeten Neptun.
Als Erstem gelang ihm 1912–1915 die schwierige Messung der Radialgeschwindigkeit eines Spiralnebels und bis 1915 von 14 weiteren Galaxien. Später entdeckte er auch deren Rotation. Dass diese seltsamen Spiralnebel nicht zu unserer Milchstraße gehören, sondern ferne „Weltinseln“ sind, war noch nicht nachweisbar. Bei der Analyse ihrer Geschwindigkeiten entdeckte er die allgemeine Rotverschiebung der Galaxien, von der nur einige nahe Spiralnebel eine Ausnahme machen. Diese Galaxienflucht korrelierte später Edwin Hubble mit der Entfernung, was über die Hubble-Konstante zur Theorie von der Expansion des Universums führte.
1962 gab Slipher ein Standardwerk zur Fotografie des Mars und 1964 aller großen Planeten heraus, wofür das Flagstaff-Observatorium durch jahrzehntelange Arbeiten prädestiniert war.
Slipher wurde 1909 in die American Academy of Arts and Sciences gewählt, 1921 in die National Academy of Sciences sowie die American Philosophical Society. Er wurde 1932 mit der Henry Draper Medal, 1933 mit der Goldmedaille der Royal Astronomical Society und 1935 mit der Bruce Medal ausgezeichnet. 
Der Mondkrater Slipher und der Marskrater Slipher sowie der Asteroid (1766) Slipher sind nach ihm und seinem Bruder Earl Charles Slipher benannt.